# Abeliophyllum
Abeliophyllum (Forsythia Blanca) és un gènere monotípic de plantes amb flors dins la família de l'olivera (Oleàcia). La seva única espècie és Abeliophyllum distichum Nakai, endemisme de Corea, on és una espècie en perill en estat silvestre. Està relacionada amb el gènere Forsythia, però en difereix en el fet que les seves flors són blanques i no pas grogues.
És un arbust caducifoli que fa 1–2 m d'alt. Les seves fulles són pubescents i les flors són blanques i flairoses d'un cm de llargada. El fruit és una sàmara alada i arrodonida de 2–3 cm de diàmetre.
Es cultiva com planta ornamental.